# (35217) 1994 VK1
(35217) 1994 VK1 est un astéroïde de la ceinture principale d'astéroïdes découvert en 1994.

## Description
(35217) 1994 VK1 a été découvert le 4 novembre 1994 à l'observatoire astronomique d'Ōizumi, situé à Ōizumi, dans la préfecture de Gunma, au Japon, par Takao Kobayashi.

### Caractéristiques orbitales
L'orbite de cet astéroïde est caractérisée par un demi-grand axe de 2,23 ua, un périhélie de 1,95 ua, une excentricité de 0,12 et une inclinaison de 3,84° par rapport à l'écliptique. Du fait de ces caractéristiques, à savoir un demi-grand axe compris entre 2 et 3,2 ua et un périhélie supérieur à 1,666 ua, il est classé, selon la JPL Small-Body Database, comme objet de la ceinture principale d'astéroïdes.

### Caractéristiques physiques
(35217) 1994 VK1 a une magnitude absolue (H) de 15,3 et un albédo estimé à 0,063.